# Lyngby-Taarbæk
Lyngby-Taarbæk es un municipio de Dinamarca situado en la región Capital, cerca de Copenhague. Tiene una población estimada, a inicios de 2022, de 57 826 habitantes.
Está ubicado en la costa este de la isla de Selandia (Sjælland), al este de Dinamarca. El municipio se extiende en un área de 38.78 km².
La alcaldesa es Sofia Osmani, miembro del Partido Popular Conservador (Det Konservative Folkeparti).
La sede del municipio es Kongens Lyngby. Otras localidades importantes son Taarbæk, Virum, Sorgenfri, Lundtofte, Hjortekær y Ulrikkenborg. Hacia el este se encuentra el estrecho de Øresund, que separa la isla de Selandia de Suecia.
El municipio de Lyngby-Taarbæk no sufrió ninguna modificación durante la reforma de 2007.

## Lugares de interés
- El Palacio de Sorgenfri. Palacio de la Familia Real Danesa, construido en 1706.
- Frilandsmuseet. Museo al aire libre abierto en 1897, con casas construidas entre 1650 y 1950.
- El Nationalmuseet tiene un museo industrial en Brede.
- Dyrehaven. Palacio de caza de la Reina.
- DTU. Universidad Técnica de Dinamarca.